# Гетто в Марьиной Горке
Гетто в Ма́рьиной Го́рке (июль 1941 — 22 сентября 1941) — еврейское гетто, место принудительного переселения евреев посёлка Марьина Горка Пуховичского района Минской области и близлежащих населённых пунктов в процессе преследования и уничтожения евреев во время оккупации территории Белоруссии войсками нацистской Германии в период Второй мировой войны.

## Оккупация Марьиной Горки и создание гетто

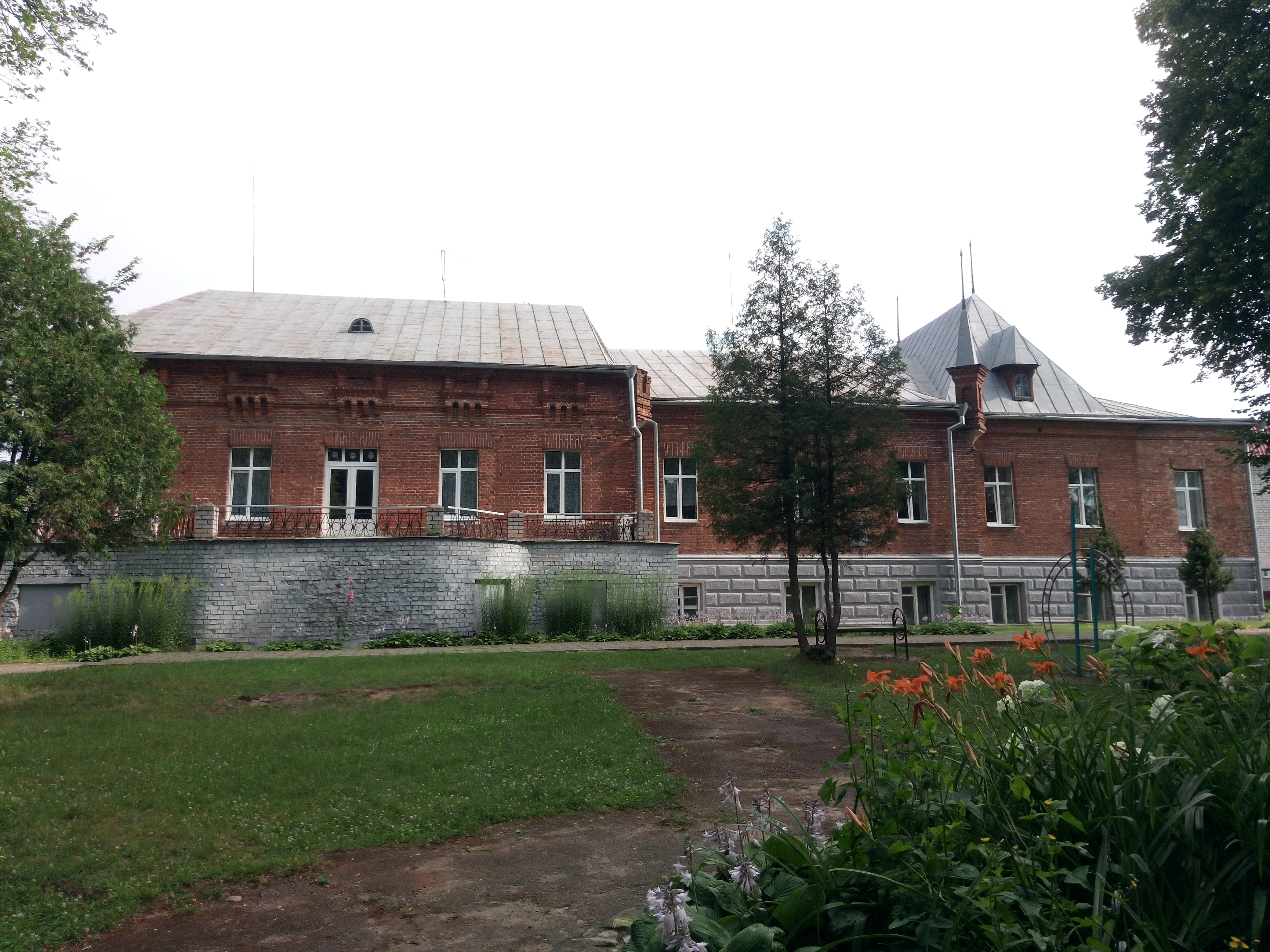
Усадьба Маковых. В этом строении находились евреи в гетто Марьиной Горки

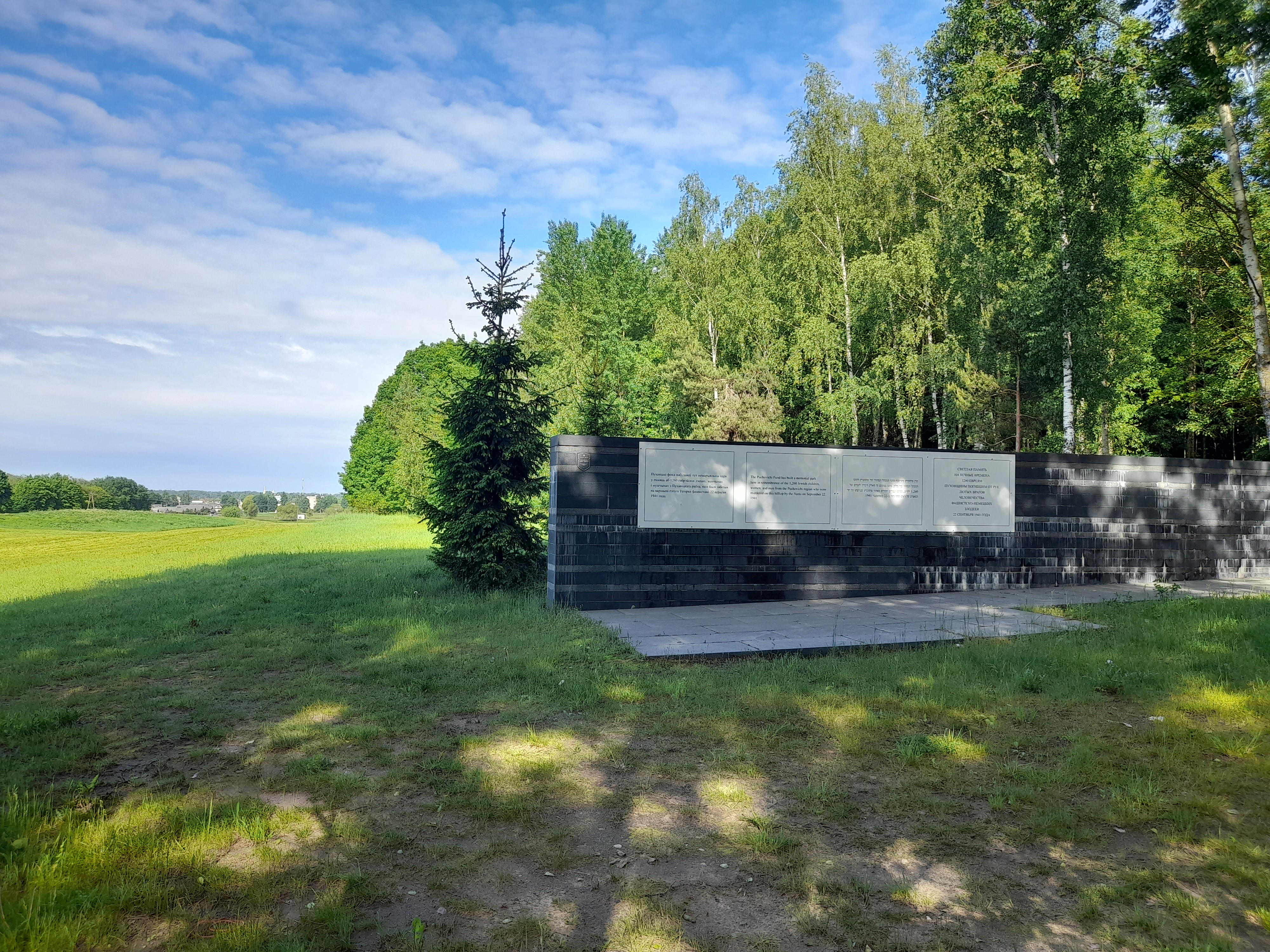
Мемориальный комплекс в Блони на месте убийства

В 1939 году в посёлке (с 1955 года — город) Марьина Горка проживало 786 евреев — 12 % населения. Поселок был захвачен немецкими войсками 28 июня (1 июля) 1941 года, и оккупация продлилась 3 года — до 3 июля 1944 года.
Вскоре после оккупации, в июле 1941 года, немцы, реализуя нацистскую программу уничтожения евреев, организовали в местечке гетто.

## Условия в гетто
Под угрозой смерти евреев обязали нашить на груди на верхней одежде желтые латы. Узников в гетто заселили по несколько семей в одном доме.
Немцы всячески издевались над евреями — гоняли по улице, заставляли ползти на животе, подниматься и быстро бежать, прыгать с большой высоты. Кто не мог быстро выполнять эти команды — избивали.

## Уничтожение гетто
После создания гетто и двухнедельных издевательств группу евреев отвели на кладбище и расстреляли.
22 (по другим данным 28) сентября 1941 года рано утром в Марьину Горку прибыла команда из 20 немецких жандармов и 20 немцев из охранной полиции под командованием бригаденфюрера СС Ценнера (по другим сведениям, их было 60 человек), который приехал лично организовать и провести уничтожение гетто в Марьиной Горке. Евреев согнали на городскую площадь, где уже стояли 9 грузовиков. Людям приказали залезать в кузова машин, а маленьких детей немцы просто забрасывали туда.
Груженые обреченными людьми машины ехали на Блонь, а оттуда на место расстрела — Попову Горку, в трех километрах от Марьиной Горки и в полукилометре на северо-восток от Блони. Каратели избивали евреев, затем сбрасывали их в ямы и расстреливали из автоматов. Убийство заняло весь день, тела убитых, по данным комиссии ЧГК, лежали в яме в десять рядов.
В результате этой «акции» (таким эвфемизмом нацисты называли организованные ими массовые убийства) в тот день в урочище Поповая Горка были расстреляны 700 жителей Марьиной Горки и 500 жителей Пуховичей (1300, 1260, 1037 человек).
Есть свидетельства, что в октябре 1941 года на этом же месте были убиты ещё 996 евреев.

## Случаи спасения
Лишь некоторым евреям из Марьиной Горки удалось спастись от расстрела. Среди них — Забецкий и Томчин, которых укрывал в сарае житель Марьиной Горки Максим Шматуха.

## Организаторы и исполнители убийств
После освобождения Белоруссии от нацистов в Минске в 1946 году заседал Военный трибунал Минского военного округа, рассматривающий также и дела о массовых убийствах евреев Пуховичского района.
Кроме прочих, к суду был привлечен вахмистр жандармерии города Минска Бруно Митман — активный участник расстрела на Поповой Горке и в других местах массовых убийств евреев в Белоруссии, который лично расстрелял десятки людей в Марьиной Горке и после расстрела ходил вокруг ям и добивал ещё живых. Он же после расстрела вместе с другими немцами мародерствовал в квартирах убитых евреев. Митман и 13 других немецких военных преступников были повешены в январе 1946 года на ипподроме в Минске.
Из полицейских на суде фигурировали фамилии Лепехина, Гончарика и других.

## Память
В 1966 (1960) году жертвам геноцида евреев Марьиной Горки был установлен обелиск на месте расстрела. В 2017 году был заменен на новый.